# Rigidoporus trametoides
Rigidoporus trametoides är en svampart som beskrevs av Corner 1987. Rigidoporus trametoides ingår i släktet Rigidoporus och familjen Meripilaceae.   Inga underarter finns listade i Catalogue of Life.